# 天主教基督勞工堂
天主教基督勞工堂是一座香港天主教彌撒中心，由天主教香港教區管理。位於九龍牛頭角安德道一號（明愛牛頭角服務中心內），建立於1970年7月4日。

## 服務範圍及現況
基督勞工堂服務對象包括牛頭角區內各階層居民。 堂區的區域包括牛頭角上下邨、安基苑至樂華邨、彩霞邨、淘大花園至德寶花園、德福花園至定安街一帶。現時已登記教友人數約為800人。

## 堂區歷史
早於1951年，除了海旁的牛頭角村（今定安街一帶）外，牛頭角尚是荒蕪地帶，而當時政府已打算清拆牛頭角村重建為工業區，居民已陸續他遷。當時從國內逃往香港的難民除了往九龍仔、東頭村、柴灣和調頸嶺外，還有往牛頭角龍山當時唯一的村落－－復華村（即現今樂華邨的位置）定居。天主教瑪利諾神父會的傳教士顧倫神父（Fr John Curran）於1951年已開始了在當地的傳教救濟工作，至1952年在該村近山頂籌建庇護十二學校，落成後的校舍亦充當彌撒中心（即現今已遷往四順的天神之后堂前身），當時堂區包括的區域遠至西貢的井欄樹。1953年天神之后堂和庇護十二學校由譚拔士神父（Fr Arthur Dempsey）接手。
1959年，佐敦谷邨建成，庇護十二學校亦在村內開辦分校（即後來的潔心幼稚園），天神之后堂便於1962年在該處提供主日彌撒服務。
1967年瑪利諾工業中學（即現的在瑪利諾中學）建成，佐敦谷的聖堂便遷往此處，基督勞工堂便在這裏誕生，與天神之后堂「分家」，那時的輔祭及宣讀員皆由「瑪工」學生組成，到後來才有堂區青年參加。
60年代後期，教區計劃於牛頭角興建明愛服務中心，而瑪利諾神父會亦打算把基督勞工堂遷往該處。設計及接洽工作由當時庇護十二小學的校監譚拔士神父負責。及後譚神父因健康欠佳，工程改由莫約翰神父（Fr John Moore）負責。當時興建明愛中心的經費 主要來自美國人民捐獻、賽馬會及瑪利諾神父會籌款等等。
1970年7月4日，徐誠斌主教為基督勞工堂主持開幕典禮。鑑於當時牛頭角區大部分居民是勞工階層，基督勞工堂亦以此命名，並以5月1日國際勞動節為主保瞻禮。當時遷往牛頭角區的教友分別來自京士柏，九龍仔及深水埗等地。初期教友人數大約為四千餘人；時至今日，因堂區人口老化，又政府重建牛頭角上、下邨，所以堂區教友人數漸少，現時已登記教友人數約為800人。

## 彌撒及禮儀時間

### 彌撒
- 主日彌撒：08:30、10:30
- 提前主日彌撒：星期六18:30
- 平日彌撒：07:00（小聖堂）

### 明供聖體
(4樓聖堂)
- 每月首個星期五：晚上8:00-9:00
- 每月最後一個星期五：早上7:30-9:00

## 牧職人員
- 主任司鐸：韋沐恩神父（Rev. Mechelle T. Reginio, CICM)

## 外部連結
- 基督勞工堂網頁 (Christ the Worker Parish)（页面存档备份，存于）